# Mexikanische Eibe
Die Mexikanische Eibe (Taxus globosa) ist eine Pflanzenart aus der Gattung der Eiben (Taxus) in der Familie der Eibengewächse (Taxaceae).

## Beschreibung

### Vegetative Merkmale
Die Mexikanische Eibe wächst als immergrüner Strauch oder kleiner Baum und erreicht Wuchshöhen von 4 bis 6 Metern. Die Nadeln sind in der Färbung heller und länger als die der Europäischen Eibe.

### Generative Merkmale
Die Mexikanische Eibe ist zweihäusig getrenntgeschlechtig (diözisch). Der den Samen umschließende Samenmantel (Arillus) wird im reifen Zustand rot und ist mit einem Durchmesser von 9 bis 12 Millimetern der größte von allen Taxus-Arten.

## Vorkommen
Taxus globos ist von Mexiko über das südliche Guatemala, nördliche Honduras bis ins südliche El Salvador verbreitet. Sie kommt in den mexikanischen Bundesstaaten Nuevo León, Tamaulipas, San Luis Potosí, Querétaro, Hidalgo, Veracruz, Tlaxcala, Puebla und Oaxaca vor. Trotz des weiten Verbreitungsgebietes ist Taxus globos in Mexiko meist nicht häufig.
In Guatemala wächst sie in Höhenlagen von 2200 bis 3000 Metern.

## Taxonomie
Die Erstbeschreibung von Taxus globos erfolgte 1838 durch Diederich Franz Leonhard von Schlechtendal in Linnaea, Band 12, Seite 496. Synonyme für Taxus globos Schltdl. sind: Taxus baccata subsp. globosa (Schltdl.) Pilger, Taxus baccata var. globosa (Schltdl.) Elwes.